# 松井明生
松井 明生（まつい あきお、1950年6月20日 - ）は、日本の経営者。三菱倉庫社長を務めた。東京都出身。

## 経歴・人物
1977年に早稲田大学政治経済学部を卒業し、同年に三菱倉庫に入社した。2011年に執行役員に就任し、2012年に常務を経て、2013年4月に社長に就任。2018年4月に会長に就任。